# Polygrammodes ostrealis
Polygrammodes ostrealis là một loài bướm đêm trong họ Crambidae.